# آبااوی‌کر
آبااوی‌کِر (مجاری: Abaújkér) یک سکونتگاه مسکونی در مجارستان است که در بورشود-آبااوی-زمپلن واقع شده‌است.